# Modernism
Modernism är en kulturell rörelse inom västerländsk kultur på det sena 1800-talet och tidiga 1900-talet synlig inom konst, arkitektur, musik och litteratur. På en grundläggande nivå kan modernism beskrivas som ett experimenterande av den mänskliga upplevelsen och graden av självmedvetenhet, karakteriserad av avvikelser från samhällets normer.
Modernism som filosofi uppmanade till en omvärdering av varje aspekt inom existensen, från handel till filosofi, med målet att hitta det som "höll tillbaka" social utveckling och att ersätta detta med nya, progressiva och därför bättre, sätt att uppnå hög grad av självmedvetenhet i upplevelsen. Modernismen hyllar förändringen, det nuvarande och framtiden, och inkluderar personer som var medvetna och kritiska mot 1800-talets akademiska och historicistiska traditioner genom att anse att "traditionella" typer av konst, arkitektur, litteratur, religion, sociala organisationer och vardagsliv var på väg att föråldras; de konfronterade de nya ekonomiska, sociala och politiska förhållanden som växte fram i en industrialiserad värld.
Somliga delar tidsmässigt in 1900-talet i modernism och postmodernism, medan åter andra ser båda som delar av samma rörelse.
Men i en snävare mening är Modernismen enastående i sitt förhållande till Postmodernismen vad avser synen på rationalitet och socio-teknisk utveckling.

## Det moderna samhället
Modernismen ska inte sammanblandas med moderniteten – det moderna samhället, men är löst kopplat till visionerna om detsamma. Redan på 1600-talet hade idéerna om det moderna samhället börjat att gro ur upplysningen, baserat på rationella/vetenskapliga principer, individuella rättigheter och etablerade politiska system. Francis Bacon och René Descartes hade börjat tänka igenom drömmen om en modern samhällsordning där kyrkans ord inte längre var lag, där man hade stor tilltro till vetenskapen och som byggde på det rationella och förnuftiga tänkandet hos individen. Modern tid som historisk tidsepok tar sin början efter medeltidens och renässansens slut. Senmodern tid börjar vid franska revolutionen 1789.
Det moderna samhället kan ses som en historisk tidsperiod som växer fram i och med industrialismen. Moderniteten som tankegång vilar på människans förmåga att kunna skapa, förbättra och förändra sin omgivning, med hjälp av praktiska experiment, vetenskaplig kunskap och teknologi.
Modernismens samhälle karaktäriseras av en stark tro till människans självförståelse och frigörelse. Frigörelsen ska ske på två plan – ekonomiskt och psykologiskt. Ekonomiskt var industrialiseringen nyckeln i och med att den sågs som en möjlighet för människan att i framtiden kunna känna sig ekonomiskt fri till arbete och skapande. Men det förutsattes också av den psykologiska nivån – som krävdes för att göra människan medveten om att hon själv kunde skapa framtiden bättre än nuet. Insikten som detta innebar tillskrevs primärt människans självmedvetenhet och endast genom den kunde hon nå verklig kunskap om världen i sig själv. I det moderna samhället förändrades tidsuppfattningen från att ha varit cyklisk till linjär.
Modernismen avvisade den, i slutet av 1800-talet, kvardröjande vissheten av upplysningstidens idéer och föreställningen om en medkännande allsmäktig Skapare. Det betyder inte att modernismen kategoriskt avvisade religion eller upplysningstidens idéer, utan modernismen ska snarare ses som ett ifrågasättande av upplysningstidens axiomatiska värden.
Ett exempel på det moderna samhället är att människan tänkte mer rationellt och förlitade sig på vetenskapen och lämnade den starka religiösa tron som funnits tidigare. Detta ser vi även idag med den tydliga separationen mellan kyrka och stat.

## Modernismen inom litteraturen
Modernismen inom litteraturen kännetecknas av formexperiment, fri vers och avancerad berättarstruktur. Författaridealet blev inom modernismen allt mer profetiskt då författarna skulle förstå och skildra det som de trodde skulle bli tongivande i framtiden. De olika modernistiska rörelserna hade program för hur litteratur skulle skrivas; inte sällan uppstod strider om hur en rörelses principer skulle tolkas. De modernistiska romanerna upplevdes ofta som chockerande. James Joyces Odysseus förbjöds till exempel i både England och USA för att den betraktades som osedlig.
En central filosofisk tanke inom modernismen är att alla människor tolkar verkligheten olika. Verkligheten är färgad av hur just du är som en person; vad du gillar och ogillar, vad du tycker är rätt och fel och så vidare. Detta innebär att verkligheten på sätt och vis inte existerar, då den bara ser ut som den gör för en specifik individ. Det innebär också att en oändlig mängd verkligheter kommer att existera, då den är olika för alla, och att den ändras konstant då människor också utvecklas konstant. Detta speglas i bland annat författaren Ernest Hemingways texter. Han använde sig av den så kallade isbergstekniken. Man jämför då själva texten med toppen på isberget som är synlig, och vad den egentligen vill säga, alternativt vad den också säger, är som resten av isberget gömt under ytan. Detta gjorde att Hemingways texter kunde tolkas på en mängd olika sätt, beroende på vilka personliga värderingar man har. Precis som Picasso var det här ingen revolution, utan äldre verk såsom Don Quijote kan tillskrivas den här egenskapen (och denna egenskap kan vara en anledning till att den är så populär idag).[källa behövs]

## Musikalisk modernism
Kallas sådana riktningar inom musiken som medvetet avviker från och revolterar mot traditionella former och traditionellt tonspråk.
Arnold Schönbergs atonala musik före första världskriget, senare hans tolvtonsmusik var en början. Ett genombrottsverk för den musikaliska modernismen i det allmänna medvetandet var Stravinskijs Våroffer från 1913. Anton Webern och Olivier Messiaens musik blev utgångspunkten för den s. k. Darmstadtskolan efter andra världskriget. Den konkreta musiken har alltmer uppgått i den elektroniska.
Andra mer sentida och betydligt radikalare riktningar är aleatorisk och stokastisk, samt den särskilt av John Cage företrädda chance music. Även instrumental teater och text-ljud-kompositioner kan sägas höra till musikalisk modernism.

## Modernistisk arkitektur

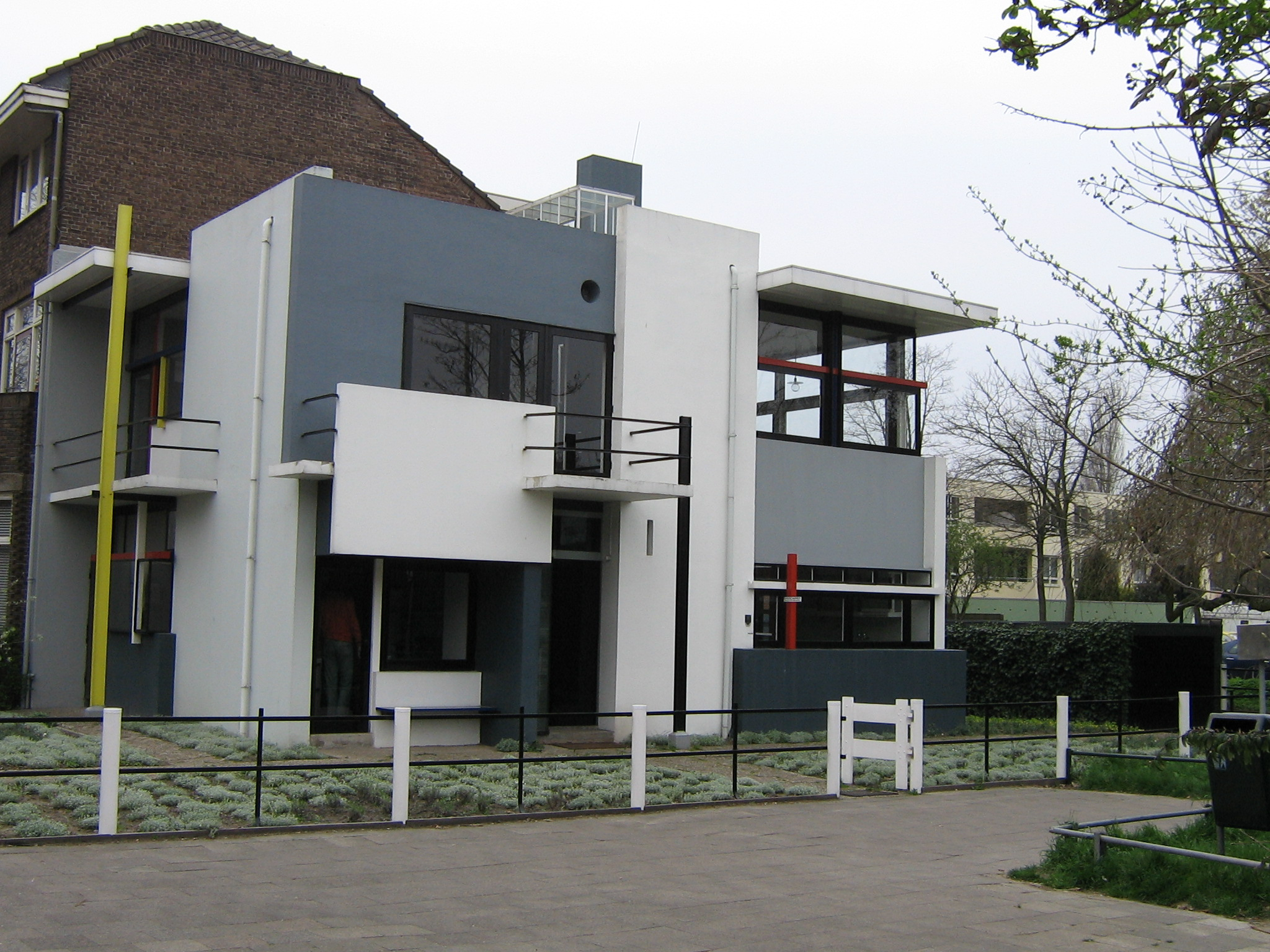
Villa Schröder i Utrecht (1924). Gerrit Rietveld.

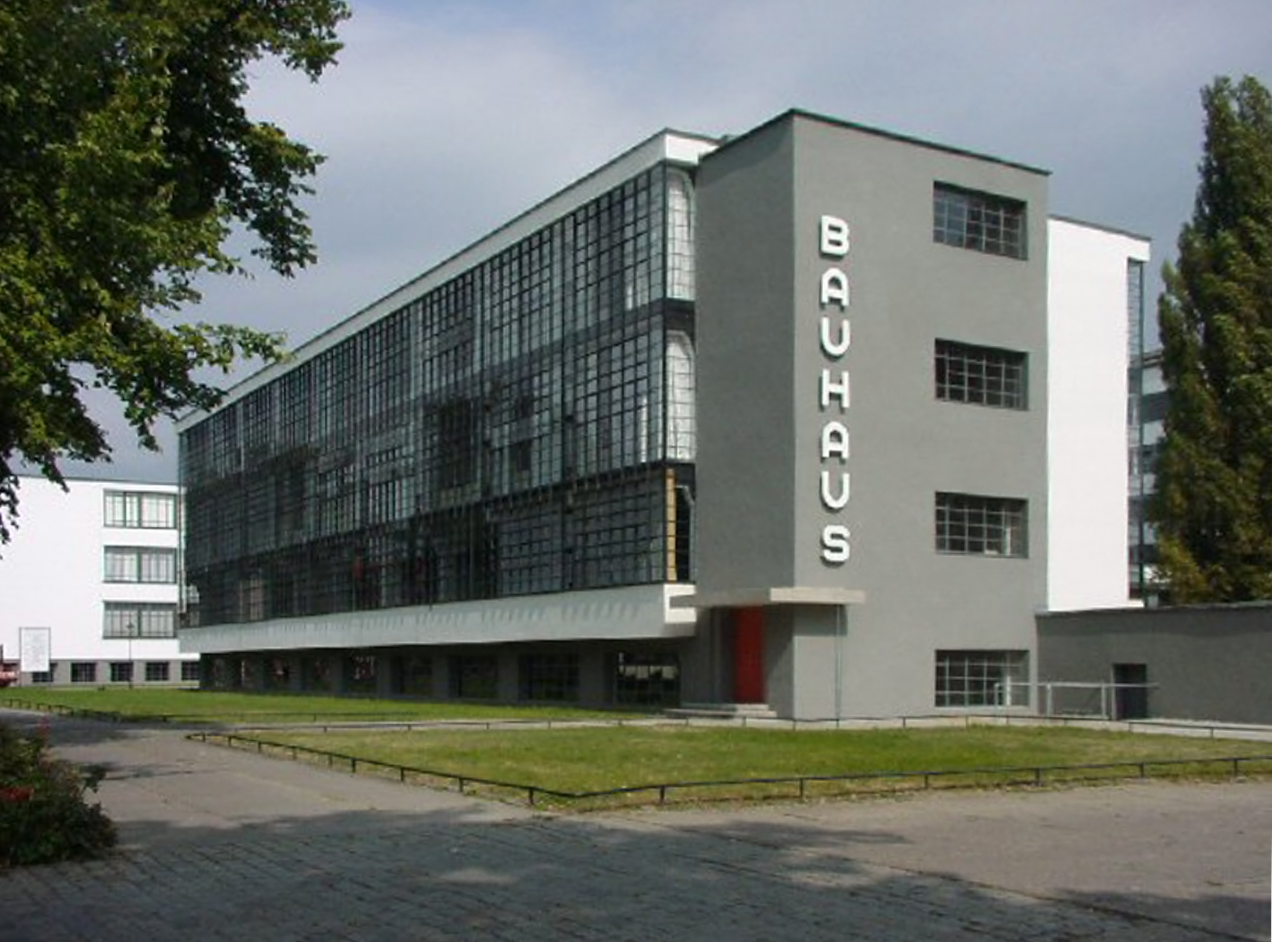
Bauhausskolan i Dessau (1925-26). Walter Gropius.

I efterdyningarna av första världskriget vände sig många inom den konstnärliga världen bort från krig och man ansåg att en helt ny värld måste byggas upp. Inom byggsektorn hade kriget lett till en brist på arbetskraft och som resultat såg man en allt större industrialisering av arkitekturen. Bidragande var även det faktum att krigsindustrin, särskilt i Tyskland, nu var tvungen att ställa om till mer fredliga syften. Inspirationen till den nya arkitekturen togs däremot inte från industrin, utan från bildkonsten; samspelet mellan konstnärer och arkitekter hade redan under kriget funnits inom den ryska konstruktivismen och den holländska De Stijl-rörelsen. Inom De Stijl hade ett fåtal byggnader skapats inspiration från dess tavlor, mest känd är Gerrit Rietvelds Villa Schröder. Inom den modernistiska rörelsen kom flera olika stilar att utvecklas. En av Behrens lärlingar, Adolf Meyer, förespråkade en strikt och geometrisk modernism, som särskilt ses i Fagusfabriken (1910–1914), en byggnad han ritade i samarbete med Walter Gropius. Mot Meyers strikta form av funktionalism uppkom på 1920-talet en mer organisk funktionalism, med arkitekter som Mendelsohn, Hugo Häring och Hans Scharoun som förgrundsmän.
De Stijl-gruppens arkitektur kom tillsammans med den ryska konstruktivismen att inspirera och påverka den tyska konstskolan Bauhaus, som 1919 övertogs av Walter Gropius, och som till stor del kom att påverka den modernistiska rörelsen. Den arkitektur som uppstod i Bauhausskolan i Tyskland, liksom i Nederländerna och Tjeckoslovakien, benämndes av utövarna själva helst som "ny saklighet" (neue Sachlichkeit). Man såg sig inte som endast arkitekter, utan även som samhällsomdanare, inte endast i ett regionalt eller nationellt perspektiv utan även internationellt. Flera arkitekter motsatte sig benämningen "funktionalism", men denna term har ändå blivit den mest använda i bland annat Tyskland och Skandinavien. Även om motsättningarna inom rörelsen ibland var stora var samarbetet mellan de olika modernisterna mycket utbrett, även på en internationell nivå i samarbetsorganet CIAM, vilket var en av grunderna till att de som förespråkade en mer traditionell arkitektur allt mer tappade initiativet. Tre huvuddrag kan urskiljas för den nya arkitekturen: byggnaderna behandlas som volymer och inte som fasta kroppar som förr; byggnadernas nya stål- eller betongkonstruktioner skapar en regelbundenhet och en underliggande rytm; alla former av påklistrad dekor eller ornament tas avstånd ifrån. De tidiga frontfigurerna för funktionalismen var förutom den förutnämnda Gropius, den schweiziskfödde franske arkitekten Le Corbusier och den tysk-holländske arkitekten Ludwig Mies van der Rohe. Le Corbusier använde sig av rena geometriska former och utgick ofta från den klassiska läran om proportioner tillsammans med den nya tidens byggnadsteknik och transportteknik. Ett av hans mest kända verk är Villa Savoye, byggd 1929-30. Mies van der Rohe var den siste ledaren för Bauhausskolan till dess att den stängdes av nazisterna 1932. Mies tog intryck av De Stijl och dess målningars horisontala och vertikala linjer. Denna inspiration kan ses i flera planlösningar till Mies byggnader, där det mest framstående exemplet är Barcelonapaviljongen från 1929.
Norden dominerades länge av 20-talets nyklassicism, vilket försenade funktionalismen i dessa länder. Modernismen fick sitt stora genombrott i Sverige i och med Stockholmsutställningen 1930 och programskriften Acceptera av Uno Åhren, Gregor Paulsson, Gunnar Asplund, m.fl. som kom året efter. I USA fanns under denna period samma strävan mot enkelhet, särskilt i verk från Louis Sullivan och Frank Lloyd Wright, som på många sätt både föregick och inspirerade den modernistiska rörelsen i Europa. Den amerikanska modernismen kom senare att allt mer påverkas av européer; dels de som valt att fly undan de allt mer totalitära regeringarna i sina hemländer, till exempel Marcel Breuer, Gropius samt Mies van der Rohe; dels de modernister som hade svårt att få gehör för sina idéer i hemländerna. I bland annat Sverige och England, utvecklades under andra världskriget en typ av modernism, som tog upp traditionella drag och byggnadsmaterial från regionen, som till exempel sadeltak och naturmaterial. Detta berodde dels på de materialbrist som uppstod under kriget och dels på ett motstånd mot modernismen, som ansågs vara för doktrinär.

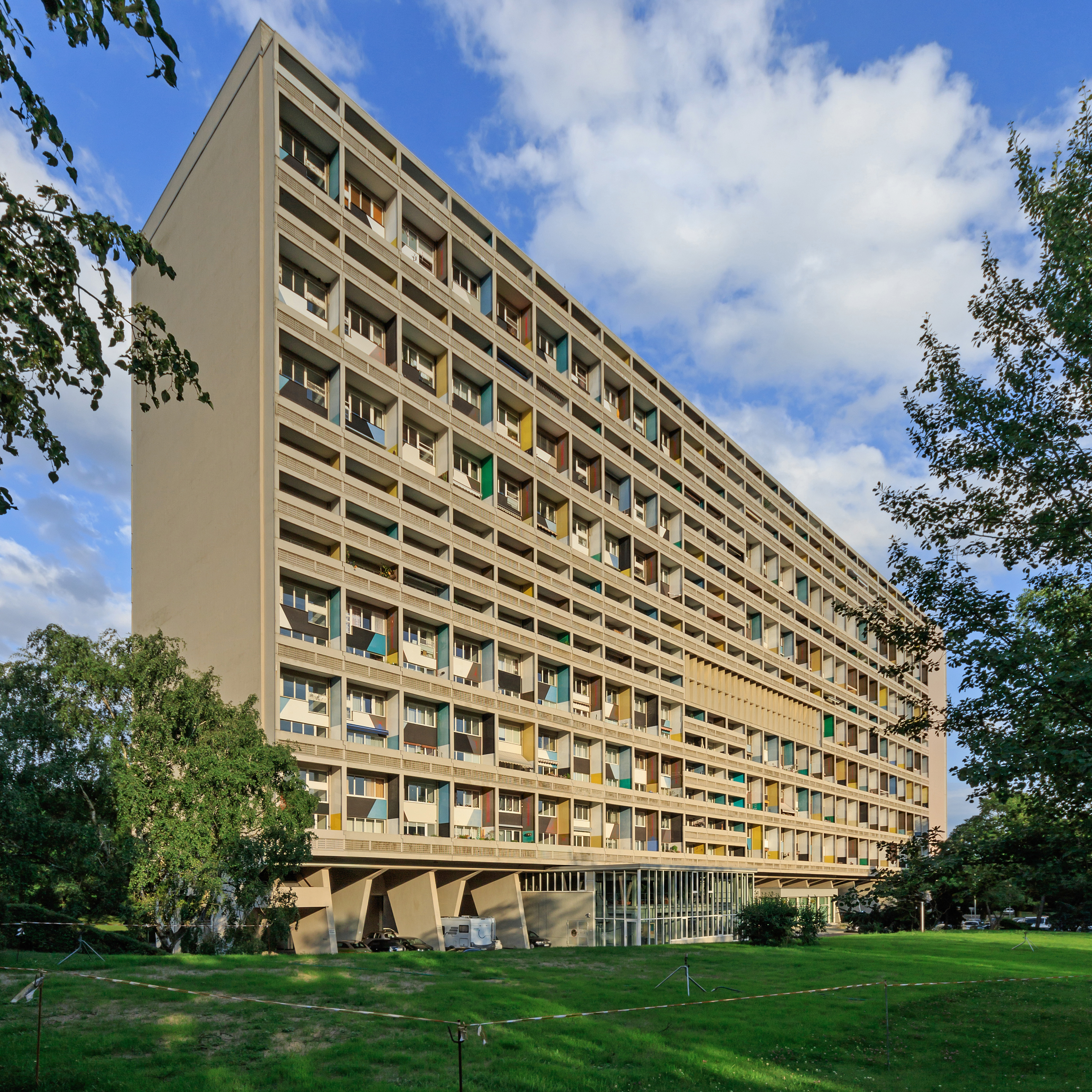
Unité d'habitation av Le Corbusier (1957) i Berlin

Den stora spridning som Modernismen har idag skedde inte förrän efter andra världskrigets slut. I flera av de europeiska länderna existerade den parallellt med klassicismen, men det var i de europeiska diktaturerna under 30-talet som klassicismen kom att dominera – Nazisterna till exempel avvisade absolut Modernismen. Modernismen, som under kriget hade utvecklats och använts i de demokratiska staterna, kom däremot att symbolisera demokrati. Modernismen efter andra världskriget var dock stöpt i en något annorlunda form. Le Corbusier återkom till exempel med ett nytt och mer grovt formspråk med blottad råbetong i fasaderna och mer bastant konstruktion, som kan ses i verken Unité d'Habitation. Denna typ av arkitektur kom till stor del att inspirera en yngre generation arkitekter, även om dessa till stor del kritiserade den äldre generationen modernister.
Den nya inriktningen, ledd av Le Corbusier, men framföaallt realiserad av hans lärjungar i England, Ernö Glodfinger,[Alison och Peter Smithson, Rodney Gordon, Owen Luder, Sir Basel Spence m.fl. kom att kallas brutalism och dess mening var att låta material och konstruktioner vara synliga insag, en arkitektonisk ärlighet för en ny tid efter kriget. Betong i sig blev ett uttryck och ett skulpturalt material, en stil. Ett finstilt svenskt exempel var köpcentret Shopping i Luleå, (1955) ritat av Ralph Erskine.
Efter andra världskriget började Europa i slutet av 1950-talet återhämta sig, vilket ledde till en kraftig ökning av konsumtion, vilket åtföljdes av en ökad efterfrågan på bostäder. Många menade att framtiden skulle erbjuda en snabbt föränderlig värld, där människors individualism skulle ge upphov till, för arkitekterna, alltmer oförutsebara behov. Som svar ansåg flera arkitekter att man i den nya arkitekturen skulle erbjuda en större, fast konstruktion, ofta i form av ett slags ramverk, där man efter behov kunde lägga till, ta bort eller ändra vissa bostadsenheter efter olika önskemål. Denna typ av arkitektur, benämnd strukturalism, var oftast mest teoretisk, men den inspirerade ändå i olika grad den arkitektur som senare kom att benämnas High tech-arkitektur. Det var däremot inte endast strukturalismen som påverkade High tech, utan inspiration kom även från konstruktivismen, futurismen och Le Corbusier. Denna inriktning var den första på länge som lät själva konstruktionen diktera villkoren för byggnadens form och karaktär, till exempel i Frei Ottos Olympiastadion i München (1968-72) och i Centre Pompidou i Paris, ritat av Renzo Piano och Richard Rogers (1971–77).
Inriktningar
- De Stijl
- Bauhaus
- Funktionalism
- Brutalism
- Strukturalism
- High tech-arkitektur

## Kända modernister
- Arkitektur: Le Corbusier, Ludwig Mies van der Rohe, Gunnar Asplund, Eileen Gray
- Måleri: Henri Matisse, Pablo Picasso, Isaac Grünewald
- Litteratur: Gertrude Stein, Marcel Proust, Virginia Woolf, Franz Kafka, James Joyce, Albert Camus
- Musik: Arnold Schönberg, Anton Webern, Alban Berg, Luigi Dallapiccola, Luciano Berio , Igor Stravinskij, Béla Bartók, Olivier Messiaen , Hilding Rosenberg, Pierre Boulez, György Ligeti, Luigi Nono, Karlheinz Stockhausen, Witold Lutosławski, Maurice Ravel, Claude Debussy, Aleksandr Skrjabin

## Riktningar inom modernismen
- Dadaism
- Absurdism
- Imagism
- Primitivism
- Expressionism
- Futurism
- Impressionism
- Konstruktivism
- Kubism
- Orfism
- Happening
- Fluxus
- Popkonst
- Performance
- Surrealism